# 浮山镇 (枞阳县)
浮山镇，是中国安徽省中南部、长江北岸枞阳县下辖的一个乡镇级行政单位。

## 行政区划
浮山镇下辖以下地区：
浮渡村、太平村、向阳村、女儿桥村和浮山村。